# Роберт Швегла
Роберт Швегла (словац. Róbert Švehla; 2 січня 1969, м. Мартін, Чехословаччина) — словацький хокеїст, захисник. 
Виступав за «Дукла» (Тренчин), ХК «Мальме», «Флорида Пантерс», «Торонто Мейпл-Ліфс».
У складі національної збірної Чехословаччини (1991—1992) провів 30 матчів (11 голів); учасник зимових Олімпійських ігор 1992, учасник чемпіонату світу 1992. У складі національної збірної Словаччини провів 49 матчів (6 голів); учасник зимових Олімпійських ігор 1994 і 1998, учасник чемпіонатів світу 1995 (група B) і 2003, учасник Кубка світу 1996.
Досягнення
- Бронзовий призер зимових Олімпійських ігор (1992)
- Бронзовий призер чемпіонату світу (1992, 2003)
- Чемпіон Чехословаччини (1992)
- Чемпіон Швеції (1994)
- Учасник матчу всіх зірок НХЛ (1997)

Нагороди
- «Золота ключка» (1992)